# Sakina Karchaoui
 (juin 2025).
Pour les articles homonymes, voir Karchaoui.
Sakina Karchaoui (en arabe : سكينة قرشاوي), née le 26 janvier 1996 à Salon-de-Provence, est une footballeuse internationale française qui joue au poste de latérale gauche au Paris Saint-Germain.
Formée au Montpellier Hérault Sport Club, elle joue huit ans dans l'équipe première du club héraultais, de 2012 à 2020. Elle a évolué à l'Olympique lyonnais de 2020 à 2021, avant de s'engager au Paris Saint-Germain.

## Biographie
Sakina Karchaoui grandit à Miramas. Ses parents sont originaires du Maroc plus précisément de Taza. Enfant, elle joue au football dans les rues,,, sur la place goudronnée de sa cité HLM ou sur un vrai terrain un peu plus loin, mais s'essaye aussi à la boxe et au handball. Sakina se rappelle en 2022 : « Mon grand frère jouait, je l’accompagnais et c’est comme ça que j’ai commencé à aimer. Un jour, avec ma meilleure amie, on regardait les garçons jouer par la fenêtre et on s’était dit "pourquoi pas nous ?". On devait avoir 7 ans, et ça s’est fait naturellement ».
A 11 ans, celle qui admire alors Samir Nasri et Robin van Persie est prise sous son aile par Samir Touri, le père de sa meilleure amie qui entrevoit le potentiel et entraîne à l’US Miramas,. Elle joue dans des équipes masculines, où elle brille parmi ses coéquipiers, puis incorpore une équipe féminine d'Aix-en-Provence participant à un championnat de garçons.
Repérée par le club héraultais à douze ans, Sakina Karchaoui intègre le centre de formation du Montpellier HSC en juillet 2009, à treize ans. Sakina est auréolée des trois premiers titres de champion de France U19 de l'histoire, remportés par le MHSC.

### Huit saisons en D1 au MHSC (2012-2020)
Sakina arrive dans le groupe professionnel à Montpellier à seulement seize ans et Hoda Lattaf la prend sous son aile. Elle signe son premier contrat professionnel à dix-sept ans, et dispute son premier match de D1 le 9 septembre 2012 face à Saint-Étienne.
Karchaoui est élue meilleur espoir de D1 féminine en 2017. Après avoir réussi son bac ES, Sakina obtient un BPJEPS en 2017 afin d'anticiper une reconversion en tant qu'éducatrice sportive.
En octobre 2019, à seulement 23 ans, Karchaoui dispute sa centième rencontre de D1 face à Metz. Frédéric Mendy la fait alors jouer au milieu de terrain et aligne Sarah Puntigam ou Inès Belloumou au poste de latérale gauche.
Sakina Karchaoui annonce au début du mois de juin 2020 son départ de Montpellier après onze saisons passées au club.

### Lyon puis Paris (depuis 2020)
Le 24 juin 2020, elle signe à l'Olympique lyonnais pour une seule saison. Elle remporte la Ligue des champions féminine 2019-2020, qui se termine en août 2020 à cause de la pandémie de Covid-19. Karchaoui partage son poste avec Selma Bacha. En fin de saison, elle est nommée dans l'équipe type de Division 1 aux Trophées UNFP du football 2021.
Le 10 juillet 2021, elle s'engage au Paris Saint-Germain jusqu'en 2024. Lors de la quatrième journée de la phase de groupe de Ligue des champions chez le Real Madrid, Karchaoui marque le second but pour le PSG (0-2), sur un exploit individuel, qui assure alors sa qualification pour les quarts de finale de la C1. Nommée dans l'équipe type de Division 1 l'année précédente, elle réédite la performance en 2022.En 2024, elle prolonge de quatre ans son contrat jusqu'en 2028 au Paris Saint-Germain où elle évolue depuis 2021.

### En équipe nationale

#### Sélections jeunes
En 2012, Sakina Karchaoui est sélectionnée en Équipe de France féminine de football des moins de 17 ans par Paco Rubio. Elle jouera avec cette sélection jusqu'en 2013.
De 2013 à 2015, Gilles Eyquem la sélectionne en Équipe de France féminine de football des moins de 19 ans, elle participa notamment au Championnat d'Europe féminin de football des moins de 19 ans 2015.
Sakina intègre l'Équipe de France féminine de football des moins de 20 ans où elle jouera la Coupe du monde féminine de football des moins de 20 ans 2016.

#### Équipe de France A

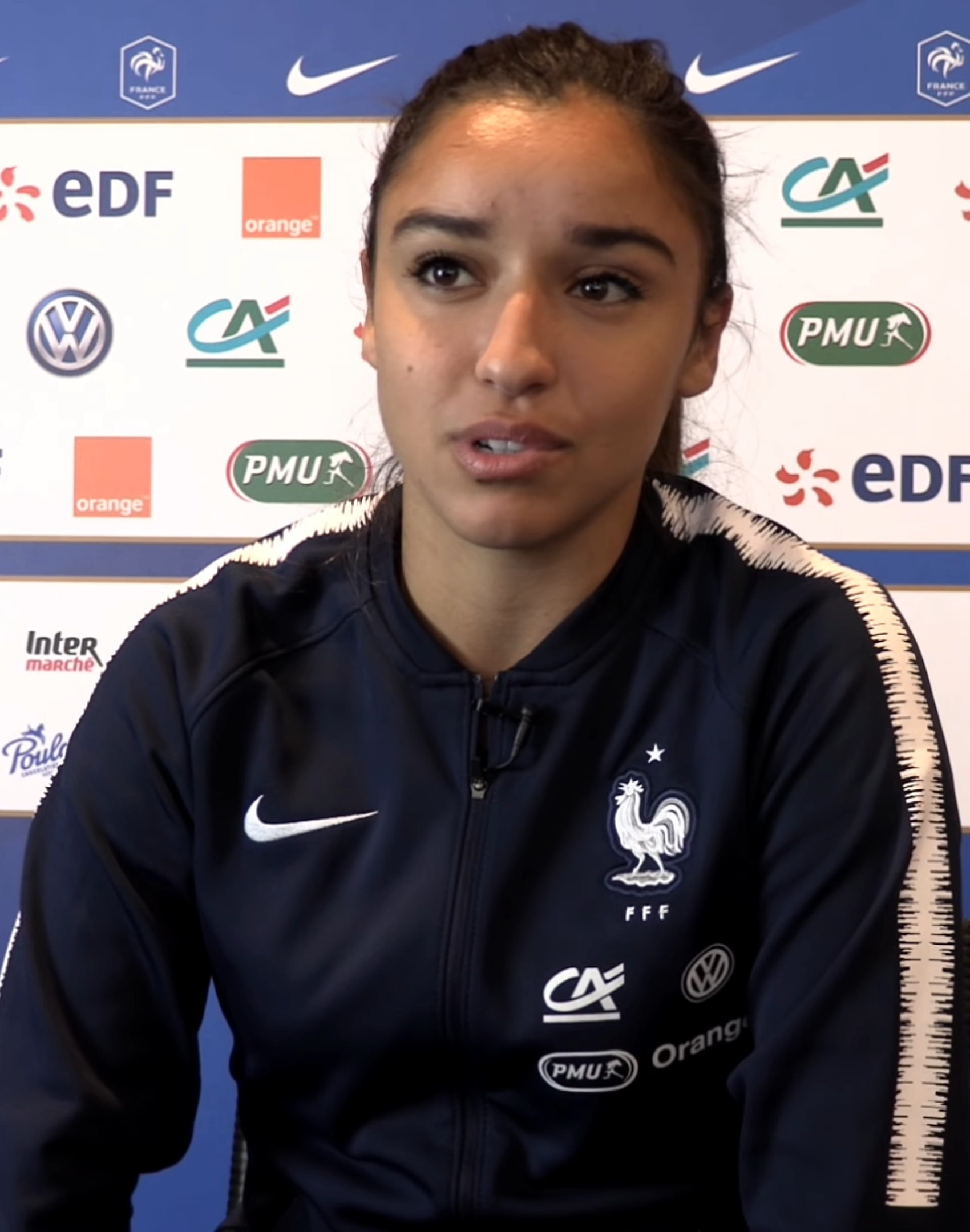
Sakina Karchaoui avec les Bleues en 2019.

Sakina Karchaoui débute en équipe de France A à seulement dix-sept ans, convoquée par Olivier Echouafni pour les éliminatoires de l'Euro 2017. Le 4 avril 2016, elle joue son premier match face à l'Ukraine.
Retenue pour l'Euro 2017, à 21 ans, Karchaoui pallie le forfait d'Amel Majri en tant que seule gauchère du groupe France. Mais la jeune latérale souffre durant toute la compétition et particulièrement lors de l'élimination en quart de finale contre l'Angleterre (0-1).
Le 2 mai 2019, elle est sélectionnée par Corinne Diacre et fait partie des 23 Bleues pour disputer le Mondial 2019 en France.
Fin 2019, à 23 ans, Karchaoui a déjà pris part aux Jeux olympiques, à l’Euro et à la Coupe du monde. En concurrence avec Amel Majri au poste de latérale gauche, le repositionnement au milieu de terrain de Majri par Corinne Diacre offre des titularisations en défense à Karchaoui.
En juin 2020, alors qu'elle signe à Lyon, Sakina compte 33 sélections.
En septembre 2021, les Bleues étrillent la Grèce (0-10) pour le début des qualifications pour le Mondial 2023. Sakina Karchaoui est impliquée sur cinq buts de l'équipe de France.
En 2022, elle participe au Championnat d'Europe qui se déroule du 6 au 31 juillet en Angleterre. Elle compte alors 49 sélections. Karchaoui délivre une passe décisive lors du second match de groupe face à la Belgique (victoire 2-1).
Après avoir pris part à plusieurs stages et matchs amicaux, Sakina fait partie des 23 joueuses retenues par Hervé Renard pour disputer la Coupe du monde en Australie et Nouvelle-Zélande. La liste est annoncée le 4 juillet 2023.
Lors des quarts de finale des Jeux Olympiques 2024 face au Brésil elle manque une opportunité d'inscrire un but sur pénalty en première période. Son tir qui manque de puissance est stoppé par la gardienne brésilienne Lorena. Les Françaises qui manquent d'autres occasions durant la rencontre perdent le match sur le score de 1-0 et concèdent leur première défaite face aux Brésiliennes en douze confrontations.
Le 5 juin 2025, elle figure dans la liste des 23 joueuses retenues par Laurent Bonadei pour disputer le Championnat d'Europe en Suisse.

## Style de jeu
Évoluant au poste de défenseure latérale gauche, Sakina Karchaoui est formée au poste de milieu de terrain, voire meneur de jeu.

## Statistiques

### Statistiques détaillées
Le tableau suivant présente, pour chaque saison, le nombre de matchs joués et de buts marqués dans le championnat national, en Coupe de France et éventuellement en compétitions internationales.
| Saison                | Club                  | Championnat           | Championnat | Championnat | Coupe(s) nationale(s) | Coupe(s) nationale(s) | Compétition(s) continentale(s) | Compétition(s) continentale(s) | Compétition(s) continentale(s) | France | France | Total | Total |
| Saison                | Club                  | Division              | M.          | B.          | M.                    | B.                    | Comp.                          | M.                             | B.                             | M.     | B.     | M.    | B.    |
| 2012-2013             | Montpellier HSC       | Division 1            | 1           | 0           | 0                     | 0                     | -                              | -                              | -                              | -      | -      | 1     | 0     |
| 2013-2014             | Montpellier HSC       | Division 1            | 6           | 0           | 1                     | 0                     | -                              | -                              | -                              | -      | -      | 7     | 0     |
| 2014-2015             | Montpellier HSC       | Division 1            | 12          | 0           | 6                     | 0                     | -                              | -                              | -                              | -      | -      | 18    | 0     |
| 2015-2016             | Montpellier HSC       | Division 1            | 20          | 1           | 6                     | 1                     | -                              | -                              | -                              | 2      | 0      | 28    | 2     |
| 2016-2017             | Montpellier HSC       | Division 1            | 17          | 0           | 2                     | 0                     | -                              | -                              | -                              | 9      | 0      | 28    | 0     |
| 2017-2018             | Montpellier HSC       | Division 1            | 22          | 0           | 4                     | 0                     | WCL                            | 6                              | 0                              | 9      | 0      | 41    | 0     |
| 2018-2019             | Montpellier HSC       | Division 1            | 22          | 2           | 1                     | 0                     | -                              | -                              | -                              | 6      | 0      | 29    | 2     |
| 2019-2020             | Montpellier HSC       | Division 1            | 16          | 3           | 3                     | 0                     | -                              | -                              | -                              | 7      | 0      | 26    | 3     |
| Sous-total            | Sous-total            | Sous-total            | 116         | 6           | 23                    | 1                     | -                              | 6                              | 0                              | 33     | 0      | 178   | 7     |
| 2019-2020             | Olympique lyonnais    | Division 1            | -           | -           | -                     | -                     | WCL                            | 3                              | 0                              | -      | -      | 3     | 0     |
| 2020-2021             | Olympique lyonnais    | Division 1            | 18          | 0           | 1                     | 0                     | WCL                            | 5                              | 0                              | 7      | 0      | 31    | 0     |
| Sous-total            | Sous-total            | Sous-total            | 18          | 0           | 1                     | 0                     | -                              | 8                              | 0                              | 7      | 0      | 34    | 0     |
| 2021-2022             | Paris SG              | Division 1            | 19          | 2           | 5                     | 1                     | WCL                            | 9                              | 1                              | 7      | 0      | 40    | 4     |
| 2022-2023             | Paris SG              | Division 1            | 17          | 1           | 3+1                   | 0                     | WCL                            | 10                             | 0                              | 9      | 0      | 40    | 1     |
| 2023-2024             | Paris SG              | Division 1            | 15          | 2           | 3+1                   | 0                     | WCL                            | 12                             | 0                              | 18     | 2      | 49    | 4     |
| Sous-total            | Sous-total            | Sous-total            | 50          | 5           | 13                    | 1                     | -                              | 30                             | 1                              | 34     | 2      | 127   | 9     |
| Total sur la carrière | Total sur la carrière | Total sur la carrière | 181         | 11          | 36                    | 2                     | -                              | 44                             | 1                              | 79     | 2      | 340   | 16    |

## Palmarès

### En club
- Montpellier HSC
  - Championne de France des moins de 19 ans en 2012 et 2013
  - Vice-championne de France en 2017
  - Finaliste de la Coupe de France en 2015 et 2016
- Olympique lyonnais
  - Vainqueur de la Ligue des champions en 2020
- Paris Saint-Germain
  - Vainqueur de la Coupe de France en 2022 et 2024

### En sélection
- France
  - Vainqueur de la SheBelieves Cup 2017
  - Vainqueur du Tournoi de France 2020
  - Vainqueur du Tournoi de France 2022
- France -20 ans
  - Finaliste de la Coupe du monde des moins de 20 ans 2016

### Distinctions personnelles
- « Meilleur espoir de D1 » aux Trophées UNFP du football 2017.
- Trophée D1 Arkema joueuse du mois de décembre en 2021 .
- Nommée dans l'équipe type de Division 1 aux Trophées UNFP du football 2021[6], 2022[8], 2023[18] et 2024[19]

- Membre de l'équipe-type du Championnat d'Europe en 2022